# Maslenički most
Maslenički most – most nad cieśniną Novsko ždrilo w Chorwacji, w żupanii zadarskiej, w Maslenicy.
Jest to jednojezdniowy most o konstrukcji łukowej. Powstawał w latach 1955–1960. Jego głównym projektantem był Vojislav Draganić. 21 listopada 1991, w trakcie wojny w Chorwacji, most został zniszczony. W 2003 roku ruszył przetarg na odbudowę mostu. Oddanie do użytku miało miejsce 17 czerwca 2005. Za projekt odpowiadał Stjepan Štorga. Całkowita długość nowego mostu wynosi 315 m.
Na północ od XX-wiecznego mostu wzniesiono most o tej samej nazwie w ciągu Autostrady A1.